# Forêt domaniale de Longegoutte
La forêt domaniale de Longegoutte, située à l'est du département des Vosges en région Grand Est, est une forêt domaniale française. Elle abrite des écosystèmes de « forêt-tourbière » en altitude, comprenant des hêtraies-sapinières, des tourbières et des landes de montagne.

## Géographie

### Situation
Le massif de Longegoutte, niché dans un chaînon secondaire des Vosges, présente une diversité remarquable de milieux naturels. Il renferme le deuxième plus vaste ensemble de tourbières du massif vosgien, juste après celui du gazon du Faing.

### Relief
Le massif boisé se trouve au sein du massif des Vosges, une région de moyenne montagne. Il occupe une position de crête entre les vallées de la Moselle et de la Moselotte, formant un plateau étroit entouré de pentes douces. Il se situe à l'étage montagnard moyen.

### Climat
La forêt présente un climat semi-continental, avec une influence océanique et des caractéristiques montagnardes. Les précipitations annuelles s'élèvent à environ 2 000 mm.

### Géologie
Le sous-sol est majoritairement constitué de granite, avec des couches de grès issues de l'Ère secondaire.

### Faune et flore
Les landes montagnardes sont riches en Éricacées, telles que la Callune (Calluna vulgaris), la myrtille, l'Airelle des marais (Vaccinium uliginosum) et l'Airelle rouge (Vaccinium vitis-idaea), tandis que les tourbières abritent diverses espèces végétales comme le Droséra à feuilles rondes (Drosera rotundifolia), l'Andromède à feuilles de polium (Andromeda polifolia) et la Decticelle des bruyères (Metrioptera brachyptera). Quant à la faune, elle comprend la chouette de Tengmalm, le Grand Tétras, la gélinotte des bois et le lézard vivipare,.

## Histoire
Faisant partie du domaine des ducs de Lorraine et du chapitre de Remiremont, le massif boisé possède une histoire ancienne, comme en témoignent les cartes historiques. Des parties de la forêt étaient également utilisées comme pâturages pour le bétail.
Le commencement de l'aménagement forestier de la forêt domaniale de Longegoutte remonte à 1863, lorsque l'ouverture d'une carrière a été entreprise dans le dessein de fournir les matériaux de construction requis pour l'église de Vecoux.

## Activités
La popularité croissante de la forêt est alimentée par des activités telles que le ski de fond, le VTT et la randonnée pédestre. Toutefois, du point de vue de l'infrastructure touristique, elle reste assez rudimentaire,.
L'activité économique dominante est l'exploitation forestière.